# BB 63413 : Plathée
La locomotive Plathée (acronyme de PLAte-forme pour Trains Hybrides Économes en énergie et respectueux de l'Environnement) est un projet lancé par la Société nationale des chemins de fer français (SNCF). Elle a été réalisée sur la base de la locomotive diesel BB 63413. L'objectif est de rendre cette locomotive plus respectueuse de l'environnement tout en réalisant les mêmes missions que l'engin d'origine (triage et dessertes locales).

## Histoire
Les locomotives BB 63400 sont des engins diesel-électriques. Elles sont donc équipées d'un moteur diesel, couplé à une génératrice. Cette génératrice alimente les quatre moteurs électriques de propulsion accrochés directement sur les essieux.
Pour ce type d'engin, le moteur diesel est dimensionné pour pouvoir fournir l'énergie nécessaire aux parties de missions les plus sévères que l'on peut rencontrer. Par exemple, monter une rampe avec un train lourd. Mais dans les faits, cette situation existe très peu souvent lors d'une mission. Le moteur est donc correctement dimensionné pour une toute petite partie de la mission à réaliser et surdimensionné le reste du temps.

## L'idée Plathée
Dimensionner les générateurs électriques pour une puissance légèrement supérieure à la puissance moyenne nécessaire pour réaliser la mission. Comme cela ne suffira pas lors des pics de puissance (toujours notre rampe avec un train lourd), un complément de puissance est apporté par des stockeurs d'énergie embarquée. Ces derniers seront rechargés lorsque la puissance demandée par la mission à réaliser est inférieure à la puissance du moteur diesel.

## Financement
Ce projet est cofinancé par l’Agence de l'environnement et de la maîtrise de l'énergie (ADEME) et la SNCF.

## Les partenaires
Les noms des différents partenaires sont présents sur les bandeaux blancs latéraux de part et d'autre du grand capot.
Liste par ordre alphabétique : 2H ENERGY, ALSTOM, ERCTEEL, HELION, INRETS, LAPLACE, MAFELEC,  SOCOFER, SOPRANO.

## Ne pas confondre avec le bi-mode
- En bi-mode plusieurs sources d'énergie sont disponibles, et le train (ou son conducteur) fait un choix entre l'une ou l'autre. Elles sont utilisées de façon exclusive.
- En hybridation, nous avons une ou plusieurs sources d'énergies, ainsi qu'un ou plusieurs stockeurs d'énergie, et la locomotive peut les utiliser toutes en même temps.

## Radiation
La machine est radiée des effectifs depuis le 15 septembre 2011.

## Préservation
Après quelque temps dans la réserve de Mohon, puis présentée dans diverses manifestations en France avec d'autres matériels. Elle a été intégrée dans l'espace "panorama" (en extérieur) de la Cité du train à Mulhouse.